# Mary Murphy
Mary Murphy (26 de enero de 1931-4 de mayo de 2011) fue una actriz de cine y televisión estadounidense de los años 50, 60 y 70. 

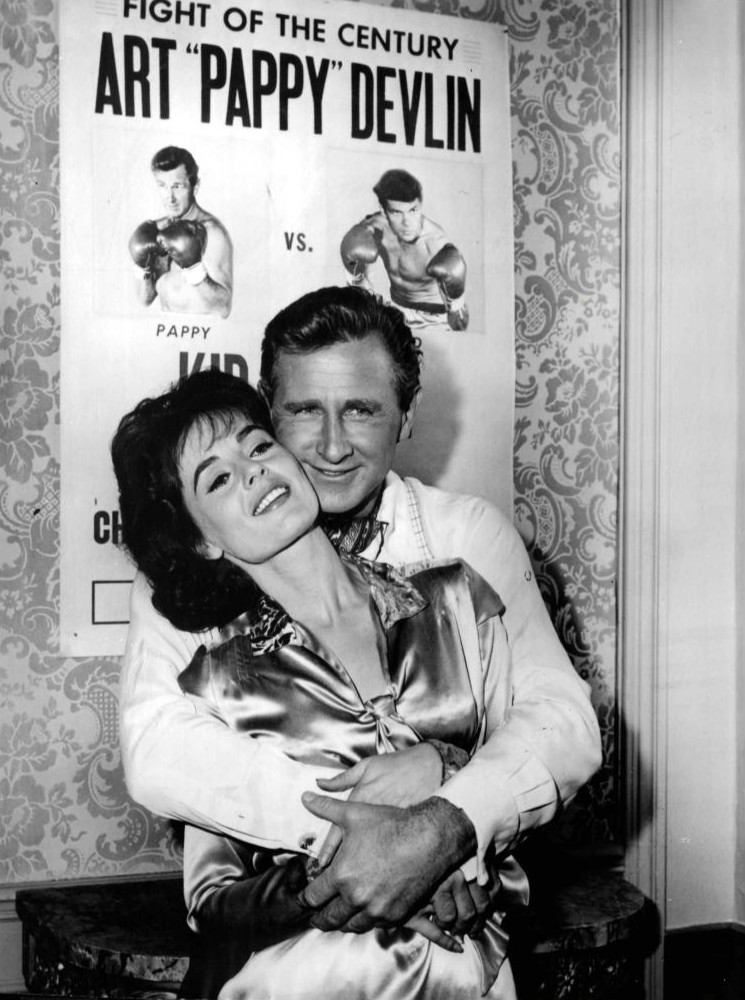
Murphy en The Lloyd Bridges Show (1963)

## Primeros años
Murphy nació en Washington D. C., y fue la segunda de tres hermanos. Pasó parte de su infancia en Rocky River, Ohio, un suburbio del oeste de Cleveland, Ohio. Su padre, James Victor Murphy, murió en 1940. Poco después, ella y su madre se trasladaron al sur de California. Estudió en la Escuela Preparatoria University de West Los Ángeles.
Mientras trabajaba como envolvedora de paquetes en Saks Fifth Avenue, Beverly Hills, fue contratada para actuar en películas de Paramount Pictures en 1951.

## Cine
La primera vez que llamó la atención fue en 1953, cuando interpretó a una chica de buen corazón intrigada por Marlon Brando en The Wild One. Al año siguiente, apareció junto a Tony Curtis en Beachhead, y con Dale Robertson en Sitting Bull, y el año siguiente como la hija de Fredric March en el thriller The Desperate Hours, que también protagonizó Humphrey Bogart. Coprotagonizó con el actor y director Ray Milland su película wéstern A Man Alone. Ese fue uno de sus mejores papeles; otro fue en la película que hizo al año siguiente para Joseph Losey, The Intimate Stranger (1956).

## Televisión
Murphy fue coprotagonista, junto a James Franciscus y James Philbrook, de la serie policíaca de aventuras The Investigators, de la CBS, en 1961. Entre otras apariciones televisivas, interpretó el papel principal de la acusada Eleanor Corbin en el episodio de Perry Mason de 1962 "The Case of the Glamorous Ghost". También apareció en docenas de series de televisión, como The Lloyd Bridges Show, The Tab Hunter Show, I Spy, The Outer Limits, The Fugitive e Ironside. Estuvo ausente de la gran pantalla durante siete años antes de reanudar su carrera cinematográfica en 1972 con Steve McQueen en Junior Bonner..

## Vida personal
El 3 de junio de 1956, Murphy se casó con el actor Dale Robertson en Yuma, Arizona. El matrimonio se anuló a los seis meses. Tuvo una hija. Se casó con Alan Specht en 1962 y se divorció en 1967.[cita requerida]

## Muerte
El 4 de mayo de 2011, Murphy murió debido a una enfermedad cardíaca en su casa en Beverly Hills, California, a los 80 años.

## Filmografía
| - The Lemon Drop Kid (1951) - Chica (sin acreditar) - Darling, How Could You! (1951) - Sylvia - When Worlds Collide (1951) - Estudiante (sin acreditar) - Westward the Women (1951) - Mujer pionera (sin acreditar) - My Favorite Spy (1951) - Manicurista (sin acreditar) - Sailor Beware (1952) - Girl (uncredited) - Aaron Slick from Punkin Crick (1952) - Chica en bañera (sin acreditar) - The Atomic City (1952) - Mujer joven comprando sellos (sin acreditar) - Carrie (1952) - Jessica Hurstwood - The Turning Point (1952) - Secretaria (sin acreditar) - Off Limits (1952) - WAC - Houdini (1953) - Chica (sin acreditar) - Main Street to Broadway (1953) - La actriz - Mary Craig - The Wild One (1953) - Kathie Bleeker - Beachhead (1954) - Nina Bouchard - Make Haste to Live (1954) - Randy Benson | - The Mad Magician (1954) - Karen Lee - Sitting Bull (1954) - Kathy Howell - Hell's Island (1955) - Janet Martin - The Desperate Hours (1955) - Cindy Hilliard - A Man Alone (1955) - Nadine Corrigan - The Maverick Queen (1956) - Lucy Lee - The Intimate Stranger (1956) - Evelyn Stewart - Escapement (1958) - Ruth Vance - Live Fast, Die Young (1958) - Kim Winters / Narrator - Crime and Punishment U.S.A. (1959) - Sally - The Restless Gun (1959) Episode "Four Lives" - Two Before Zero (1962) - 40 Pounds of Trouble (1962) - Liz McCluskey - Harlow (1965) - Sally Doane - Junior Bonner (1972) - Ruth Bonner - I Love You... Good-bye (1974) - Pam Parks - Born Innocent (1974) - Miss Murphy |